# Олександрівка (зупинний пункт, Придніпровська залізниця)
Олександрівка — пасажирська зупинна залізнична платформа Дніпровської дирекції Придніпровської залізниці на електрифікованій лінії Самар-Дніпровський — Нижньодніпровськ-Вузол між станціями Нижньодніпровськ-Вузол (9 км) та Самарівка (1 км). Розташована на сході Індустріального району міста Дніпра.

## Пасажирське сполучення
На платформі Олександрівка зупиняються приміські поїзди сполученням Дніпро — Берестин (2 пари) .